# 莱布瓦 (马耶讷省)
莱布瓦（法語：Lesbois，法語發音：[lebwa]）是法国马耶讷省的一个市镇，位于该省西北部，属于马耶讷区。

## 地理
莱布瓦（48°26'28"N, 0°48'16"W）面积5.99 平方千米，位于法国卢瓦尔河地区大区马耶讷省，该省份为法国西北部内陆省份，北起芒什省和奧恩省，西接伊勒-维莱讷省，南至曼恩-卢瓦尔省，东临萨尔特省。
与莱布瓦接壤的市镇（或旧市镇、城区）包括：戈龙、圣欧班福斯卢万、帕赛维拉日。

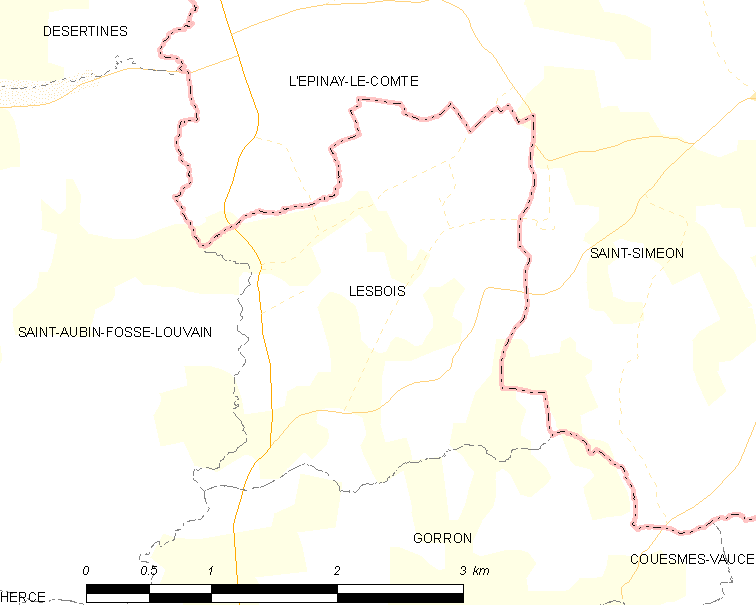
的OSM定位图

莱布瓦的时区为UTC+01:00、UTC+02:00（夏令时）。

## 行政
莱布瓦的邮政编码为53120，INSEE市镇编码为53131。

## 政治
莱布瓦所属的省级选区为戈龙县。

## 人口

1962-2008年间人口变化图示

莱布瓦于2022年1月1日时的人口数量为184人。